# El Turuta
El Turuta és una marxa militar composta per Román de San José el 1926. Originalment pròpia de l'Exèrcit de l'Aire, la seva popularitat l'ha fet incorporar-se a d'altres cossos de l'exèrcit.

## ElTurutaal Carnaval de Vilanova i la Geltrú
Des de mitjans del segle xx s'ha convertit en la música més representativa del Carnaval de Vilanova i la Geltrú, que té com a acte central les Comparses de Vilanova. El 1955 el Foment Vilanoví recuperara les Comparses de Vilanova per primera vegada des d'abans de la Guerra Civil Espanyola. Ràpidament la festa creix i es fa necessari la contractació de formacions musicals foranes, que seran bandes básicament militars procedents de les casernes militars més properes. Aquestes bandes són les que incorporen el "El Turuta", una música fácil d'interpretar i que a més engrescava el personal.
A Oriola el Turuta acostuma a acompanyar la comitiva dels armats romans el diumenge de Rams, i a Favanella acompanya la festa de Moros i Cristians.
També és l'himne del Club Patí Vilanova.